# كارمن ديلوريفيس
كارمن ديلوريفيس (ولدت في 3 يونيو 1931) عارضة أزياء وممثلة أمريكية، وهي معروفة في صناعة الأزياء لكونها أكثر عارضات الأزياء عملًا في المجال عالميًا اعتبارًا من موسم ربيع وصيف 2012. حيث ظهرت على غلاف مجلة فوغ وهي في 15 عامًا وما زالت تعمل منذ ذلك الحين. عملت مع مصورين مشهورين ، مثل ريتشارد أفيدون وإيرفينغ بين ، وأصبحت مصدر إلهام للفنان سلفادور دالي. كانت أجرها 300 دولار للساعة في عام 1950، وتقاعدت من صناعة الأزياء في أواخر عام 1958. عادت في عام 1978 ، وكان آخر ظهور لها على منصات العرض في عام 2012. 

## نشأتها
ولدت كارمن ديلوريفيس في مدينة نيويورك لأبوين من أصل إيطالي وهنغاري. في علاقة والداها غير مستقرة تتميز فترات انقطاع متكررة والمصالحة. عاشت في دور الحضانة أو مع أقارب آخرين أثناء اشتباكات والديها.

## مسيرتها
في سن 13 من عمرها وأثناء ركوبها حافلة إلى فصل الباليه، اقتربت منها زوجة المصور هيرمان لاندشوف. وكانت تلك أولى تجاريها في المجال العرض عندما التقطت لها صور فوتوغرافية في شاطئ جونز، في عام 1946 ، قدمها جدها إلى مجلة فوغ ووقعت الفتاة البالغة من العمر 15 عامًا في ذلك الوقت عقد عرض أزياء مقابل 7.50 دولارات للساعة. أصبحت عارضة أزياء مفضلة للمصور إروين بلومنفيلد الذي أطلق أول غلاف لها في عام 1946. ظهرت في عدد 15 ديسمبر 1946 من مجلة فوغ الأمريكية. 

## روابط خارجية
- كارمن ديلوريفيس على موقع IMDb (الإنجليزية)
- كارمن ديلوريفيس على موقع ألو سيني (الفرنسية)
- كارمن ديلوريفيس على موقع أول موفي (الإنجليزية)
- كارمن ديلوريفيس على موقع قاعدة بيانات الأفلام السويدية (السويدية)
- كارمن ديلوريفيس على موقع قاعدة بيانات الفيلم (الإنجليزية)
- كارمن ديلوريفيس على موقع كينوبويسك (الروسية)
- كارمن ديلوريفيس على موقع دليل عارضات الأزياء (الإنجليزية)
- قالب:FMD model